# Roc Blanc (Planoles)
El Roc Blanc és una muntanya de 2.001 metres que es troba entre els municipis de Planoles i de Queralbs, a la comarca catalana del Ripollès.